# 宮本雅史 (ジャーナリスト)
宮本 雅史（みやもと まさふみ、1953年 - ）は、日本の新聞記者、産経新聞社編集委員、元雑誌編集者。

## 来歴
和歌山県出身。慶應義塾大学法学部卒業後、産業経済新聞社に入社。1990年、ハーバード大学国際問題研究所（CFIA）に訪問研究員として留学。司法クラブキャップ、警視庁記者クラブキャップ、バンコク支局長、社会部次長などを歴任した。産経新聞社を退社後、角川書店へ移籍。書籍編集に携わり、2003年に独立してフリーに転向。2005年、産経新聞社へ復帰し、フジサンケイ ビジネスアイを担当後、2010年6月に那覇支局長に異動となり、東京本社編集委員。

## 論点・論争

### 普天間第二小学校移転問題についての産経新聞記事
2010年1月9日、沖縄県宜野湾市の米軍普天間飛行場のそばに隣接する普天間第二小学校について、当時の那覇支局長であった宮本は、移転するための予算も土地も準備できていたにもかかわらず、市民団体が基地反対運動のために移転に反対、「小学校を盾にし、子供たちを人質にした」という話を記事にした。しかし、実際には予算も土地もなく、宮本が記事に書いたような移転プランは存在しなかった。この報道は、背景や経緯が不明なままネットで拡散、今も基地反対運動への批判を誘導する沖縄フェイクニュースの古典的なものとなった。

### 沖縄戦に関する本
2015年、沖縄戦において陸軍中野学校出身者が地元の少年兵を組織した秘密部隊護郷隊について宮本が角川から出版した『少年兵はなぜ故郷に火を放ったのか 沖縄護郷隊の戦い』は、歴史書ではなく、登場人物も実在しないフィクションであるにもかかわらず、カドカワからノンフィクションのジャンルで刊行されている。

## 著書

### 単著
- 宮本雅史『「特攻」と遺族の戦後』角川書店、1999年。ISBN 978-4861241406。
- 宮本雅史『歪んだ正義―特捜検察の語られざる真相』情報センター出版局、2003年。ISBN 978-4861241406。
- 宮本雅史『「電池が切れるまで」の仲間たち―子ども病院物語』角川書店、2003年。ISBN 978-4861241406。
- 宮本雅史『真実無罪―特捜検察との攻防』角川学芸出版、2005年。ISBN 978-4861241406。
- 宮本雅史『報道されない沖縄　沈黙する「国防の島」』角川書店、2012年。ISBN 978-4046532572。
- 宮本雅史『少年兵はなぜ故郷に火を放ったのか 沖縄護郷隊の戦い』角川学芸出版、2015年。ISBN 978-4046533432。
- 宮本雅史『爆買いされる日本の領土』角川新書、2017年。ISBN 978-4040821405。

### 共著
- 宮本雅史、石井勉『電池が切れるまで』角川学芸出版、2009年。ISBN 978-4046310163。